# Astracantha echidnaeformis
Astracantha echidnaeformis là một loài thực vật có hoa trong họ Đậu. Loài này được (Sirj.) Podlech miêu tả khoa học đầu tiên.